# NGC 4358
NGC 4358 is een lensvormig sterrenstelsel in het sterrenbeeld Grote Beer. Het hemelobject werd op 17 april 1789 ontdekt door de Duits-Britse astronoom William Herschel.

## Synoniemen
- UGC 7479
- MCG 10-18-38
- ZWG 293.17
- PGC 40314